# Kamen Rider Super-1
Kamen Rider Super-1 (仮面ライダースーパー1, Kamen Raidā Sūpā Wan, Masked Rider Super-1 in Engels) is een Japanse tokusatsuserie, en de zevende van de Kamen Rider-series. De serie werd uitgezonden door Mainichi Broadcasting System van oktober 1980 tot oktober 1981, met een totaal van 48 afleveringen.

## Overzicht
De serie draait om Kazuya Oki, een vrijwilliger van een Amerikaans ruimteproject. Hij ondergaat een cybernetische operatie om zo een astronaut te worden die kan overleven in de ruimte zonder een zwaar ruimtepak. Na de succesvolle operatie krijgt hij de codenaam "Super-1". Voordat hij op zijn eerste ruimtemissie kan gaan, wordt de basis waar hij zijn operatie onderging aangevallen door het Dogma Kindgom. Kazuya kan ontsnappen, maar alle andere aanwezigen vinden de dood.
Kazuya keert vol wraakgevoelens tegen Dogma terug naar Japan, en gaat in de leer bij een expert in vechtsporten genaamd Master Genkai. Die leert hem om met zijn nieuwe gaven als cyborg te veranderen in de sterke Kamen Rider Super-1.
Als Kamen Rider Super-1 bevecht Kazuya het Dogma Kingdom. Tot zijn beschikking staan twee motorfietsen, de"V-Machine" die kan veranderen in de complexe "V-Jet", en de "Blue Version", een lichtere versie van de V-Machine.
In aflevering 24 verslaat Super-1 het Dogma Kingdom, enkel om te ontdekken dat er een nog een tweede organisatie is: Jin Dogma. Op dit punt kreeg de serie een meer humoristische ondertoon met onder andere de introductie van de Junior Riders (die als vrolijke noot van de serie dienden).
Aan het eind van de serie verslaat Kazuya ook Jin Dogma, en kan vervolgens zijn droom waarmaken: op een ruimtemissie gaan.

## Personages

### Held en bondgenoten
- Kazuya Oki / Kamen Rider Super-1 (沖 一也 / 仮面ライダースーパー１, Oki Kazuya / Kamen Raidā Sūpā Wan): de held van de serie. Hij onderging in de Verenigde Staten een operatie om de perfecte astronaut te worden, maar gebruikt deze operatie uiteindelijk om Kamen Rider Super-1 te worden. Als wapens gebruikt hij speciale handschoenen genaamd de “Five hands”, die allemaal een andere kracht of aanval bezitten.
- Genjirō Tani (谷 源次郎, Tani Genjirō)
- Masao Kozuka (Choro) (小塚 政夫 (チョロ), Kozuka Masao (Choro))
- Harumi Kusanami (草波 ハルミ, Kusanami Harumi)
- Ryō Kusanami (草波 良, Kusanami Ryō)
- Master Genkai (玄海老師, Genki Rōshi)
- Benkei (弁慶, Benkei)
- Masako Mizunuma (水沼 マサコ, Mizunuma Masako)
- Daisuke Akita (秋田 大助, Akita Daisuke)
- Shigeru Matsuoka (松岡 シゲル, Matsuoka Shigeru)
- Mamoru Murayama (村山 マモル, Murayama Mamoru)
- Takeshi Tanaka (田中 タケシ, Tanaka Takeshi)
- Michiru Ishikawa (石川 ミチル, Ishikawa Michiru)
- Masaru Ishikawa (石川 マサル, Ishikawa Masaru)
- Professor Henry (ヘンリー博士, Henrī Hakase)

### Dogma Kingdom
De eerste organisatie waar Super-1 mee te maken krijgt.
- Telemacro (1-23)/Kaiser Crow (23): leider van het Dogma Kingdom. Nadat Mega Shogun faalt om Kamen Rider Super-1 te verslaan, transformeert Telemacro zichzelf in Kaiser crow en bevecht eigenhandig Super-1.
- Mega Shogun (1-22)/Death Buffalo (22): de enige generaal van het Dogma Kingdom.
- Telemacro's Bodyguards (1-23): de persoonlijke lijfwachten van Telemacro.
- Dogmafighters (1-23): soldaten van Dogma Kingdom.

### Jin Dogma
De tweede organisatie waar Super-1 mee te maken krijgt. Dook op na de vernietiging van het Dogma Kingdom.
- Admiral Akuma (24-48)/Satan Snake (48) : leider van de Jin Dogma organisatie.
- Princess Phantom (24-46)/Satan Doll (46)
- Commander Will-O'-The Wisp (24-46)/Onibibinba (46)
- Doctor Ghost (24-47)/Golden Ghost (47)
- Staff Officer Witch (24-48)/ Majiyoringa (48)

## Afleveringen
1. The Remodelled Human's Great Transformation for the Planet (惑星用改造人間の大変身, Wakusei Yō Kaizō Ningen no Dai Henshin)
2. The Time of Battle Has Come! The Move is the Sincere Shaolin Fist (闘いの時来たり! 技は赤心少林拳, Tatakai no Toki Kitari! Waza wa Sekishin Shōrin Ken)
3. Go! The Ends of the Earth, Dogma's Golden Village (行け! 地の果てドグマの黄金郷, Ike! Chi no Hate Doguma no Ōgon Gō)
4. Run, Kazuya! Dogma's Wedding March of Death (走れ一也! ドグマ死の結婚行進曲, Hashire Kazuya! Doguma Shi no Kekkon Kōshinkyoku)
5. Fly, Kazuya! The Demonic Machine Race (跳べ一也! 悪魔のマシーンレース, Tobe Kazuya! Akuma no Mashīn Rēsu)
6. Help~ The Lovers of the Spider's Nest Mansion (助けて～ くもの巣館の恋人たち, Tasukete~ Kumo no Su Tachi no Koibito-tachi)
7. Dogma Equation, the Living Computer (ドグマ式生きているコンピューター, Doguma Shiki Ikite Iru Konpyūtā)
8. Fight, Kazuya! Dogma's Trial of Death (闘え一也! 死のドグマ裁判, Tatakae Kazuya! Shi no Doguma Saiban)
9. Seen!!! The Secret of the Dogma Monster Remodelling Factory (見たぞ!! ドグマ怪人製造工場の秘密, Mita zo!! Doguma Kaijin Kaizō Kōjō no Himitsu)
10. Danger!! The Demonic Christmas Present (危うし!! 悪魔のクリスマスプレゼント, Ayaushi!! Akuma no Kurisumasu Purezento)
11. SOS! Kazuya! Cooperate with Dogma!! (SOS! 一也よドグマに協力せよ!!, Esu Ō Esu! Kazuya yo Doguma ni Kyōryoku Seyo!!)
12. A Formidable Enemy Appears! The Sincere Shaolin Fist is Defeated (強敵あらわる! 赤心少林拳敗れたり, Kyōteki Arawaru! Sekishin Shōrin Ken Yaburetari)
13. Discovered! The Deadly "Ume Blossom" Technique (見つけたり! 必殺"梅花"の技, Mitsuketari! Hissatsu "Baika" no Waza)
14. Dogma Annihilation? The Demon Professor's Laughing Gas (ドグマ全滅? 悪魔博士の笑いガス, Doguma Zenmetsu? Akuma Hakase no Warai Gasu)
15. Genius Monster vs. Rider in a Contest of Wits (天才怪人対ライダーの知恵くらべ, Tensai Kaijin Tai Raidā no Chie Kurabe)
16. Help! The One-Eyed Monster Comes to Attack! (助けて! 一つ目怪人が襲ってくるよ, Tasukete! Hitotsume Kaijin ga Osotte Kuru yo)
17. I Want Kazuya's Blood! The Strange Sword Calls (一也の血が欲しい! 不思議な剣が呼ぶ, Kazuya no Chi ga Hoshii! Fushigi na Tsurugi ga Yobu)
18. Five Hand Change Impossible!! (ファイブ・ハンドチェンジ不能!!, Faibu Hando Chenji Funō!!)
19. The Demonic Tutoring School!! The Dreadful Radio-Cassette Monster (悪魔の学習塾!! 恐怖のラジカセ怪人, Akuma no Gakushūjuku!! Kyōfu no Rajikase Kaijin)
20. To Your House! Dogma's Phone Rings Tonight (君の家に! ドグマの電話が今夜鳴る, Kimi no Ie ni! Doguma no Denwa ga Konya Naru)
21. Emergency Order! Steal the Five Hands!! (緊急指令! ファイブ・ハンドを奪え!!, Kinkyū Shirei! Faibu Hando o Ubae!!)
22. Duel at the Monster Graveyard! The End of General Megirl (怪人墓場の決闘! メガール将軍の最期, Kaijin Hakaba no Kettō! Megāru-shōgun no Saigo)
23. Immortal Emperor Terror Macro's True Identity? (不死身の帝王テラーマクロの正体は?, Fujimi no Teiō Terā Makuro no Shōtai wa?)
24. Let's Go!! Junior Rider Squad (レッツゴー!! ジュニア・ライダー隊, Rettsu Gō!! Junia Raidā Tai)
25. It Even Attacts Airplanes!! The Strong Magnet Monster (飛行機も吸いよせる!! 強力磁石怪人, Hikōki mo Suiyoseru!! Kyōryoku Jishaku Kaijin)
26. In the Care of a Clock? Jin Dogma's Trap (時計にご用心? ジンドグマの罠!!, Tokei ni Go-yōjin? Jindoguma no Wana!!)
27. A Friend of Children! Child X's Identity? (子供の味方! チャイルドXの正体は?, Kodomo no Mikata! Chairudo Ekkusu no Shōtai wa?)
28. The Bizarre Video Monster Who Makes Copies of People (人間を写しとる怪奇ビデオ怪人, Ningen o Utsushi Toru Kaiki Bideo Kaijin)
29. Rain, Rain, Fall, Fall! The Bizarre Umbrella Man!! (雨あめ降れふれ! 怪奇傘男!!, Ame Ame Fure Fure! Kaiki Kasa Otoko!!)
30. The Evil Super Express! Rollerskate Monster (悪の超特急! ローラースケート怪人, Aku no Chō Tokkyū! Rōrāsukēto Kaijin)
31. It Sucks up Humans! Fear of Spray Monster (人間を吸いこむ! スプレー怪人の恐怖, Ningen o Suikomu! Supurē Kaijin no Kyōfu)
32. Bait the Rider! Fishing Rod Monster Appears (ライダーを餌にしろ! 釣り竿怪人出現, Raidā o Esa ni Shiro! Tsurizao Kaijin Shutsugen)
33. Let's Fight Everyone! The Dreadful RC Monster (みんなで闘おう! 恐怖のラジコン怪人, Minna de Tatakaou! Kyōfu no Rajikon Kaijin)
34. The Magic Red Light That Masaru Found (マサルがひろった魔法の赤ランプ, Masaru ga Hirotta Mahō no Aka Ranpu)
35. The Bizarre Chair-Person! The Execution Room! (怪奇イス人間! 処刑の部屋!, Kaiki Isu Ningen! Shokei no Heya!)
36. Scissors Monster's Scissorsscissors Operation!! (ハサミ怪人のチョキンチョキン作戦!!, Hasami Kaijin no Chokinchokin Sakusen!!)
37. Big Arm Coma Monster! Deathmatch at the Lighthouse!! (巨腕コマ怪人! 灯台の死闘!!, Kyo Ude Koma Kaijin! Tōdai no Shitō!!)
38. Dangerous! Don't Enter Where Fridge Monster is In!! (危い! 冷蔵庫怪人の中に入るな!!, Ayai! Reizōko Kaijin no Naka ni Hairu na!!)
39. Where is Powerful Rider Monster's Weak Point?!! (強力ライター怪人の弱点はどこだ!!, Kyōryoku Raidā Kaijin no Jakuten wa Doko da!!)
40. Oh, Humans are Melting! Soap Monster Appears (あっ人間が溶ける！石けん怪人出現, Ā Ningen ga Tokeru! Sekken Kaijin Shutsugen)
41. Kazuya in the Zoo, Escape from the Underwater Tank Impossible? (動物園の一也、水中檻から脱出不能?, Dōbutsuen no Kazuya, Suichū Ari Kara Dasshutsu Funō?)
42. Marshal Demon's Great Costume Party (悪魔元帥の大仮装パーティー, Akuma Gensui no Dai Kazō Pātī)
43. The World is Freezing!? Electric Fan Monster's Might! (世界が凍る!? 扇風機怪人の威力!, Sekai ga Kōru!? Senpūki Kaijin no Iryoku!)
44. Building of Nyokinyoki Hashigo Monster's Evil Influence (ニョキニョキのびるハシゴ怪人の魔手, Nyokinyoki no Biru Hashigo Kaijin no Mashu)
45. Most Excellent Monster Anthem King That You Considered (君の考えた最優秀怪人ショオカキング, Kimi no Kangaeta Sai Yūshū Kaijin Shōka Kingu)
46. Marshal Demon Gets Angry! Transform, Will-o'-the-Wisp! Princess!! (悪魔元帥怒る! 変身せよ鬼火! 王女!!, Akuma Gensui Okoru! Henshin Seyo Onibi! Ōjo!!)
47. Golden Rain! The Professor Ghost's Final Trap!! (黄金の雨! 幽霊博士最後のワナ!!, Ōgon no Ame! Yūrei Hakase Saigo no Wana!!)
48. Farewell, Earth! Kazuya Heads Off to Space!! (地球よさらば! 一也宇宙への旅立ち!!, Chikyū yo Saraba! Kazuya Uchū e no Tabidachi!!)

## Film
- Kamen Rider Super-1 Movie

## Cast
- Kazuya Oki / Kamen Rider Super-1 (沖 一也 / 仮面ライダースーパー１, Oki Kazuya / Kamen Raidā Sūpā Wan) - Shunsuke Takasugi (高杉 俊价, Takasugi Shunsuke)
- Genjirō Tani (谷 源次郎, Tani Genjirō) - Nobuo Tsukamoto (塚本 信夫, Tsukamoto Nobuo)
- Masao Kozuka (Choro) (小塚 政夫 (チョロ), Kozuka Masao (Choro)) - Teru Satō (佐藤 輝, Satō Teru) (Played as Teruaki Satō (佐藤 輝昭, Satō Teruaki))
- Harumi Kusanami (草波 ハルミ, Kusanami Harumi) - Yumiko Tanaka (田中 由美子, Tanaka Yumiko)
- Ryō Kusanami (草波 良, Kusanami Ryō) - Katsuya Hayakawa (早川 勝也, Hayakawa Katsuya)
- Master Genkai (玄海老師, Genki Rōshi) - Munemaru Kōda (幸田 宗丸, Kōda Munemaru)
- Benkei (弁慶, Benkei) - Kenji Nishiyama (西山 健司, Nishiyama Kenji)
- Professor Henry (ヘンリー博士, Henrī Hakase) - Wolf Ōtsuki (大月 ウルフ, Ōtsuki Urufu)
- Masako Mizunuma (水沼 マサコ, Mizunuma Masako) - Rieko Nagatsuka (永塚 りえこ, Nagatsuka Rieko)
- Daisuke Akita (秋田 大助, Akita Daisuke) - Kazunori Tanaka (田中 和則, Tanaka Kazunori)
- Shigeru Matsuoka (松岡 シゲル, Matsuoka Shigeru) - Tadaomi Watanabe (渡辺 忠臣, Watanabe Tadaomi)
- Mamoru Murayama (村山 マモル, Murayama Mamoru) - Ayumu Iwaki (岩城 歩, Iwaki Ayumu)
- Takeshi Tanaka (田中 タケシ, Tanaka Takeshi) - Moriyuki Ogidō (荻堂 守幸, Ogidō Moriyuki)
- Michiru Ishikawa (石川 ミチル, Ishikawa Michiru) - Izumi Nakamura (中村 和泉, Nakamura Izumi)
- Masaru Ishikawa (石川 マサル, Ishikawa Masaru) - Hitoshi Hagiwara (萩原 等司, Hagiwara Hitoshi)
- Emperor Terror Macro (帝王テラーマクロ, Teiō Terā Makuro) - Akira Shioji (汐路 章, Shioji Akira)
- General Megirl (メガール将軍, Megāru Shōgun) - Toshihiko Miki (三木 敏彦, Miki Toshihiko)
- Marshal Demon (悪魔元帥, Akuma Gensui) - Kentarō Kachi (加地 健太郎, Kachi Kentarō)
- Commander Will-o'-the-Wisp (鬼火司令, Onibi Shirei) - Hiroo Kawarazaki (河原崎 洋夫, Kawarazaki Hiroo)
- Staff Officer Witch (魔女参謀, Majo Sanbō) - Yōko Tōdō (藤堂 陽子, Tōdō Yōko)
- Professor Ghost (幽霊博士, Yūrei Hakase) - Kazuo Suzuki (鈴木 和夫, Suzuki Kazuo)
- Princess Yōkai (妖怪王女, Yōkai Ōjo) - Yuki Yoshizawa (吉沢 由紀, Yoshizawa Yuki)
- Narrator (ナレーター, Narētā) - Shinji Nakae (中江 真司, Nakae Shinji)

## Muziek
Begintune
- "Kamen Rider Super-1" (仮面ライダースーパー１, Kamen Raidā Sūpā Wan) door Shunsuke Takasugi en Koorogi '73

Eindtune
- "The Fiery Rider Fist" (火を噴けライダー拳, Hi o Fuke Raidā Ken) door Shunsuke Takasugi en Koorogi '73 (afleveringen 1-23)
- "The Song of the Junior Rider Team" (ジュニアライダー隊の歌, Junia Raidā Tai no Uta) door Ichiro Mizuki, Koorogi '73, en Columbia Yurikago-Kai (afleveringen 24-48)